# Polen i olympiska sommarspelen 1936
Polen deltog med 144 deltagare vid de olympiska sommarspelen 1936 i Berlin. Totalt vann de tre silvermedaljer och tre bronsmedaljer.

## Medaljer

### Silver
- Stanisława Walasiewicz - Friidrott, 100 meter.
- Jadwiga Wajs-Marcinkiewicz - Friidrott, diskuskastning.
- Henryk Rojcewicz, Stanislaw Kawecki och Severyn Kulesza - Ridsport, fälttävlan.

### Brons
- Maria Kwaśniewska - Friidrott, spjutkastning.
- Roger Verey och Jerzy Ustupski - Rodd, dubbelsculler.
- Władysław Karaś - Skytte.